# Santa María de los Angeles
Santa María de los Angeles là một đô thị thuộc bang Jalisco, México. Năm 2005, dân số của đô thị này là 3687 người.